# Tschechischer Fußballpokal 2017/18
Der Tschechische Fußballpokal 2017/18 (tschechisch Pohár FAČR 2017/18) war die 25. Austragung des Fußballpokalwettbewerbs der Männer des Fußballverbandes der Tschechischen Republik. Partner des Wettbewerbs ist der ungarische Mineralölkonzern MOL, weshalb die offizielle Bezeichnung MOL Cup 2017/18 lautet. Pokalsieger wurde Slavia Prag durch einen 3:1-Erfolg im Finale gegen den FK Jablonec.
Titelverteidiger war der FC Fastav Zlín. Im Endspiel am 17. Mai 2017 im Olmützer Andrův stadion hatten sich die Mähren mit 1:0 gegen den Zweitligisten SFC Opava durchgesetzt.
Der tschechische Pokalsieger 2017/18 nahm an der Gruppenphase der UEFA Europa League 2018/19 teil.

## Modus und Termine
Der Wettbewerb begann im Juli 2017 mit der Vorrunde. Für die Vorrunde qualifizierten sich die Mannschaften über die jeweiligen Kreispokalwettbewerbe, dazu kommen gemeldete Mannschaften aus der viertklassigen „Divize“ sowie auf eigenen Wunsch der Drittligist HFK Olomouc aus der MSFL, zudem auch der SK Jiskra Rýmařov aus derselben Liga. Die 36 Gewinner der Vorrunde qualifizierten sich für die erste Runde. Zu den 36 Gewinnern der Vorrunde stießen in der ersten Runde weitere 50 Teams. In der zweiten Runde kamen 11 Erstligisten hinzu, in der dritten Runde die vier bestplatzierten Erstligisten der abgelaufenen Saison sowie der Titelverteidiger (FC Fastav Zlín). Die Begegnungen wurden in nur einem Spiel ausgetragen und folgen keinem vorher festgelegten Plan, sondern wurden gelost. Die 16 Erstligisten sind dabei gesetzt. Wenn ein Spiel unentschieden endete, folgte eine Verlängerung und falls danach kein Sieger feststand ein Elfmeterschießen. Diese Regelung wurde 2016/17 eingeführt. Trafen Amateur- und Profimannschaften aufeinander, hatte das Amateurteam bis einschließlich der 3. Runde automatisch Heimrecht.
| Runde         | Datum               | Spiele | Vereine   | Neueinstiege |
| ------------- | ------------------- | ------ | --------- | ------------ |
| Vorrunde      | 13. – 16. Juli 2017 | 39     | 141 → 102 | 78           |
| 1. Runde      | 18. – 23. Juli 2017 | 43     | 102 → 59  | 47           |
| 2. Runde      | 9. August 2017      | 27     | 59 → 32   | 11           |
| 3. Runde      | 20. September 2017  | 16     | 32 → 16   | 05           |
| Achtelfinale  | 25. Oktober 2017    | 08     | 16 → 8    | –            |
| Viertelfinale | 28. Februar 2018    | 04     | 8 → 4     | –            |
| Halbfinale    | 18. April 2018      | 02     | 4 → 2     | –            |
| Finale        | 9. Mai 2018         | 01     | 2 → 1     | –            |
| Gesamt        |                     | 1400   |           | 1410         |

## Vorrunde
Teilnehmer: Zwei Drittligisten, 67 Viertligisten, sieben Fünftligisten und zwei Sechstligisten.
| 78 Vorrundenteilnehmer | | |
| 1. HFK Olomouc (III) SK Jiskra Rýmařov (III) FK Blansko (IV) FK Bospor Bohumín (IV) FK Brandýs nad Labem (IV) MSK Břeclav (IV) FC Elseremo Brumov (IV) TJ Slovan Bzenec (IV) FK Čáslav (IV) FK Arsenal Česká Lípa (IV) FC Chomutov (IV) TJ Spartak Chrastava (IV) FC Dolní Benešov (IV) MFK Dobříš (IV) TJ Dvůr Králové nad Labem (IV) 1. BFK Frýdlant nad Ostravicí (IV) MFK Havířov (IV) FC Slovan Havlíčkův Brod (IV) FK Hořovicko (IV) SK Hranice (IV) SK Hrobce (IV) FK Jeseník (IV) FC Slavia Karlovy Vary (IV) SK Kladno (IV) SK Klatovy 1898 (IV) FK Kolín (IV) | FK Kozlovice (IV) FK Kratonohy (IV) FK Letohrad (IV) FK Louny (IV) TJ Malše Roudné (IV) FC Viktoria Mariánské Lázně (IV) FK Jiskra Mšeno - Jablonec nad Nisou (IV) FK Neratovice-Byškovice (IV) FC Nový Bor (IV) FK Nový Jičín (IV) FK Nové Sady (IV) TJ Lokomotiva Petrovice (IV) SK Petřín Plzeň (IV) TJ Slavoj TKZ Polná (IV) FK Admira Prag (IV) SK Aritma Prag (IV) FK Motorlet Prag (IV) TJ Přeštice (IV) FC RAK Provodov (V) Sportovní sdružení Ostrá (IV) SK Rakovník (IV) TJ Tatran Rakovník (IV) FC Slovan Rosice (IV) TJ Tatran Sedlčany (IV) SK Spartak Slatiňany (V) FC TVD Slavičín (IV) | FSC Stará Říše (IV) FC Strání (IV) FK Spartak Soběslav (IV) FK Baník Souš (IV) FK Šumperk (IV) TJ Sokol Tasovice (IV) AFK Tišnov (IV) HFK Třebíč (IV) MFK Trutnov (IV) FK Turnov (IV) TJ Sokol Ústí (IV) FC Spartak Velká Bíteš (IV) SFK Vrchovina (IV) FC Vsetín (IV) FK Čechie Vykáň (IV) SK Vysoké Mýto (IV) FK Zbuzany 1953 (IV) SK Tatran Ždírec nad Doubravou (IV) TJ Sokol Živanice (IV) SK Brná (V) TJ Červený Kostelec (V) TJ Doksy (V) FK Nejdek (V) TJ Nová Včelnice (V) FK Komárov (VI) SK Střešovice 1911 (VI) |
| Ligaebene in Klammern: III = ČFL bzw. MSFL • IV = Divize • V = Krajský přebor • VI = I. A třída | | |

Die Vorrunde startete am Donnerstag, den 13.07.2017, in Havlíčkův Brod mit der Partie zwischen Slovan Havlíčkův Brod und Slavoj TKZ Polná. Weitere Spiele fanden am Samstag, den 15.07.und am Sonntag, den 16.07.2017 statt.
| Datum                 |                                       | Ergebnis              |                                  |
| --------------------- | ------------------------------------- | --------------------- | -------------------------------- |
| 13.07.2017, 17:00 Uhr | FC Slovan Havlíčkův Brod (IV)         | 0:1                   | TJ Slavoj TKZ Polná (IV)         |
| 15.07.2017, 10:15 Uhr | TJ Přeštice (IV)                      | 1:6                   | FC Slavia Karlovy Vary (IV)      |
| 15.07.2017, 14:30 Uhr | FK Hořovicko (IV)                     | 1:0                   | SK Rakovník (IV)                 |
| 15.07.2017, 17:00 Uhr | SK Spartak Slatiňany (V)              | 3:1                   | FK Letohrad (IV)                 |
| 15.07.2017, 17:00 Uhr | FK Arsenal Česká Lípa (IV)            | 1:3                   | FK Kolín (IV)                    |
| 15.07.2017, 17:00 Uhr | FC Nový Bor (IV)                      | 1:5                   | FK Turnov (IV)                   |
| 15.07.2017, 17:00 Uhr | SK Tatran Ždírec nad Doubravou (IV)   | 3:0                   | SFK Vrchovina (IV)               |
| 15.07.2017, 17:00 Uhr | TJ Sokol Tasovice (IV)                | 2:1                   | MSK Břeclav (IV)                 |
| 15.07.2017, 17:00 Uhr | TJ Lokomotiva Petrovice (IV)          | 1:3 n. V.             | MFK Havířov (IV)                 |
| 15.07.2017, 17:30 Uhr | 1. BFK Frýdlant nad Ostravicí (IV)    | 0:0 n. V. (2:4 i. E.) | FK Nový Jičín (IV)               |
| 16.07.2017, 10:00 Uhr | TJ Sokol Ústí (IV)                    | 3:0                   | FK Nové Sady (IV)                |
| 16.07.2017, 17:00 Uhr | SK Střešovice 1911 (VI)               | 1:3                   | FK Baník Souš (IV)               |
| 16.07.2017, 17:00 Uhr | FK Komárov (VI)                       | 1:2                   | FC Viktoria Mariánské Lázně (IV) |
| 16.07.2017, 17:00 Uhr | TJ Nová Včelnice (V)                  | 0:1                   | TJ Malše Roudné (IV)             |
| 16.07.2017, 17:00 Uhr | FK Nejdek (V)                         | 1:3                   | FC Chomutov (IV)                 |
| 16.07.2017, 17:00 Uhr | FK SEKO Louny (IV)                    | 4:1                   | FK Motorlet Prag (IV)            |
| 16.07.2017, 17:00 Uhr | TJ Doksy (V)                          | 0:2                   | Sportovní sdružení Ostrá (IV)    |
| 16.07.2017, 17:00 Uhr | TJ Červený Kostelec (V)               | 0:0 n. V. (5:4 i. E.) | TJ Dvůr Králové nad Labem (IV)   |
| 16.07.2017, 17:00 Uhr | FK Čechie Vykáň (IV)                  | 2:1                   | TJ Spartak Chrastava (IV)        |
| 16.07.2017, 17:00 Uhr | SK Brná (V)                           | 2:9                   | FK Zbuzany 1953 (IV)             |
| 16.07.2017, 17:00 Uhr | FK Spartak Soběslav (IV)              | 1:3                   | TJ Tatran Sedlčany (IV)          |
| 16.07.2017, 17:00 Uhr | SK Petřín Plzeň (IV)                  | 1:2                   | SK Klatovy 1898 (IV)             |
| 16.07.2017, 17:00 Uhr | FK Brandýs nad Labem (IV)             | 0:5                   | SK Vysoké Mýto (IV)              |
| 16.07.2017, 17:00 Uhr | SK Hrobce (IV)                        | 3:1                   | TJ Tatran Rakovník (IV)          |
| 16.07.2017, 17:00 Uhr | FK Jiskra Mšeno - Jablonec n. N. (IV) | 3:2                   | FK Kratonohy (IV)                |
| 16.07.2017, 17:00 Uhr | SK Aritma Prag (IV)                   | 0:2 1                 | FK Čáslav (IV)                   |
| 16.07.2017, 17:00 Uhr | MFK Dobříš (IV)                       | 5:2                   | SK Kladno (IV)                   |
| 16.07.2017, 17:00 Uhr | FK Neratovice-Byškovice (IV)          | 2:1                   | FK Admira Prag (IV)              |
| 16.07.2017, 17:00 Uhr | MFK Trutnov (IV)                      | 0:2                   | TJ Sokol Živanice (IV)           |
| 16.07.2017, 17:00 Uhr | FC RAK Provodov (V)                   | 2:2 n. V. (4:5 i. E.) | FC TVD Slavičín (IV)             |
| 16.07.2017, 17:00 Uhr | FK Bospor Bohumín (IV)                | 14:2 2                | FC Dolní Benešov (IV)            |
| 16.07.2017, 17:00 Uhr | AFK Tišnov (IV)                       | 5:4 n. V.             | FC Slovan Rosice (IV)            |
| 16.07.2017, 17:00 Uhr | FC Strání (IV)                        | 2:1                   | TJ Slovan Bzenec (IV)            |
| 16.07.2017, 17:00 Uhr | FC Vsetín (IV)                        | 1:2                   | FC Elseremo Brumov (IV)          |
| 16.07.2017, 17:00 Uhr | SK Hranice (IV)                       | 1:2                   | FK Kozlovice (IV)                |
| 16.07.2017, 17:00 Uhr | FC Spartak Velká Bíteš (IV)           | 3:1                   | FK Blansko (IV)                  |
| 16.07.2017, 17:00 Uhr | FK Šumperk (IV)                       | 1:3                   | 1. HFK Olomouc (III)             |
| 16.07.2017, 17:00 Uhr | FK Jeseník (IV)                       | 2:2 n. V. (4:2 i. E.) | SK Jiskra Rýmařov (III)          |
| 16.07.2017, 17:00 Uhr | HFK Třebíč (IV)                       | 0:6 3                 | FSC Stará Říše (IV)              |

## 1. Runde
Für die 1. Runde waren die 16 Zweitligisten der aktuellen Spielzeit, weitere 28 Drittligisten, weitere drei Viertligisten sowie die 39 Siegermannschaften der Vorrunde qualifiziert. Insgesamt nahmen an der 1. Runde 86 Mannschaften teil.
Auf die Teilnahme verzichteten die Drittligateams SK Jirny, Sokol Čížová, SK Polaban Nymburk (alle ČFL) und ČSK Uherský Brod (MSFL). Stattdessen nehmen die Viertligateams SK Český Brod, FK Meteor Prag VIII und Slovan Velvary (alle Divize B) teil.
| Fotbalová národní liga 16 Mannschaften der Saison 2017/18 | Sieger der Vorrunde die 39 Sieger der Vorrunde | Sieger der Vorrunde die 39 Sieger der Vorrunde | weitere Teilnehmer 31 Mannschaften | weitere Teilnehmer 31 Mannschaften |
| FC Hradec Králové 1. FK Příbram SFC Opava FC Sellier & Bellot Vlašim SK Dynamo České Budějovice 1. SC Znojmo FK Pardubice FK Ústí nad Labem FK Viktoria Žižkov FC MAS Táborsko FK Varnsdorf FK Fotbal Třinec FK Baník Sokolov MFK Vítkovice MFK Frýdek-Místek FK Olympia Prag | TJ Slavoj TKZ Polná (IV) FC Slavia Karlovy Vary (IV) FK Hořovicko (IV) SK Spartak Slatiňany (V) FK Kolín (IV) FK Turnov (IV) SK Tatran Ždírec nad Doubravou (IV) TJ Sokol Tasovice (IV) MFK Havířov (IV) FK Nový Jičín (IV) TJ Sokol Ústí (IV) FK Baník Souš (IV) FC Viktoria Mariánské Lázně (IV) TJ Malše Roudné (IV) FC Chomutov (IV) FK SEKO Louny (IV) Sportovní sdružení Ostrá (IV) TJ Červený Kostelec (V) FK Čechie Vykáň (IV) FK Zbuzany 1953 (IV) | TJ Tatran Sedlčany (IV) SK Klatovy 1898 (IV) SK Vysoké Mýto (IV) SK Hrobce (IV) FK Jiskra Mšeno - Jablonec n. N. (IV) FK Čáslav (IV) MFK Dobříš (IV) FK Neratovice-Byškovice (IV) TJ Sokol Živanice (IV) FC TVD Slavičín (IV) FK Bospor Bohumín (IV) AFK Tišnov (IV) FC Strání (IV) FC Elseremo Brumov (IV) FK Kozlovice (IV) FC Spartak Velká Bíteš (IV) 1. HFK Olomouc (III) FK Jeseník (IV) FSC Stará Říše (IV) | FK Loko Vltavín (III) FK Králův Dvůr (III) MFK Chrudim (III) SK Převýšov (III) FK TJ Štěchovice (III) TJ Jiskra Domažlice (III) FC Písek (III) SK Zápy (III) FK Dobrovice (III) FK Slavoj Vyšehrad (III) FK Litoměřicko (III) SK Benátky nad Jizerou (III) SK Benešov (III) SK Sokol Brozany (III) TJ Jiskra Ústí nad Orlicí (III) 1. SK Prostějov (III) | SK Uničov (III) FC Hlučín (III) SK Hanácká Slavia Kroměříž (III) SK Spartak Hulín (III) FC Odra Petřkovice (III) FC Velké Meziříčí (III) MFK Vyškov (III) FC Viktoria Otrokovice (III) FK Mohelnice (III) SK Líšeň (III) FK Hodonín (III) TJ Valašské Meziříčí (III) SK Český Brod (IV) FK Meteor Prag VIII (IV) TJ Slovan Velvary (IV) |
| Ligaebene in Klammern: III = ČFL bzw. MSFL • IV = Divize • V = Krajský přebor | | | | |

| Datum                 |                                       | Ergebnis              |                                  |
| --------------------- | ------------------------------------- | --------------------- | -------------------------------- |
| 18.07.2017, 18:00 Uhr | MFK Havířov (IV)                      | 3:7                   | FK Fotbal Třinec (II)            |
| 19.07.2017, 17:00 Uhr | FK Jeseník (IV)                       | 2:4                   | SFC Opava (II)                   |
| 19.07.2017, 18:00 Uhr | FC Viktoria Mariánské Lázně (IV)      | 1:4                   | FK Viktoria Žižkov (II)          |
| 22.07.2017, 10:15 Uhr | FK Meteor Prag VIII (IV)              | 1:4                   | FC Sellier & Bellot Vlašim (II)  |
| 22.07.2017, 10:15 Uhr | SK Spartak Slatiňany (V)              | 1:3                   | MFK Chrudim (III)                |
| 22.07.2017, 10:30 Uhr | AFK Tišnov (IV)                       | 3:4                   | SK Spartak Hulín (III)           |
| 22.07.2017, 10:30 Uhr | FK Zbuzany 1953 (IV)                  | 2:3                   | FC Písek (III)                   |
| 22.07.2017, 17:00 Uhr | Sportovní sdružení Ostrá (IV)         | 1:1 n. V. (2:4 i. E.) | SK Zápy (III)                    |
| 22.07.2017, 17:00 Uhr | SK Český Brod (IV)                    | 3:4                   | FK Loko Vltavín (IV)             |
| 22.07.2017, 17:00 Uhr | TJ Slovan Velvary (IV)                | 1:0                   | SK Dynamo České Budějovice (II)  |
| 22.07.2017, 17:00 Uhr | FK Mohelnice (III)                    | 1:3                   | 1. SK Prostějov (III)            |
| 22.07.2017, 17:00 Uhr | FK SEKO Louny (IV)                    | 0:7                   | FK Baník Sokolov (II)            |
| 22.07.2017, 17:00 Uhr | FK Baník Souš (IV)                    | 0:3                   | FK Varnsdorf (II)                |
| 22.07.2017, 17:00 Uhr | FK Čechie Vykáň (IV)                  | 0:4                   | FK Ústí nad Labem (II)           |
| 22.07.2017, 17:00 Uhr | SK Klatovy 1898 (IV)                  | 1:4                   | TJ Jiskra Domažlice (III)        |
| 25.07.2017, 17:00 Uhr | SK Vysoké Mýto (IV)                   | 11:2 1                | FK Pardubice (II)                |
| 22.07.2017, 17:00 Uhr | FK Jiskra Mšeno - Jablonec n. N. (IV) | 4:2                   | FK Dobrovice (III)               |
| 22.07.2017, 17:00 Uhr | TJ Tatran Sedlčany (IV)               | 10:5 2                | FC MAS Táborsko (II)             |
| 22.07.2017, 17:00 Uhr | FC Slavia Karlovy Vary (IV)           | 0:3                   | FK Králův Dvůr (III)             |
| 22.07.2017, 17:00 Uhr | FK Neratovice-Byškovice (IV)          | 0:2                   | SK Převýšov (IV)                 |
| 22.07.2017, 17:00 Uhr | FK Čáslav (IV)                        | 1:2                   | 1. FK Příbram (II)               |
| 22.07.2017, 17:00 Uhr | SK Hrobce (IV)                        | 2:3                   | SK Sokol Brozany (III)           |
| 22.07.2017, 17:00 Uhr | TJ Sokol Živanice (IV)                | 2:2 n. V. (5:3 i. E.) | FK Olympia Prag (II)             |
| 22.07.2017, 17:00 Uhr | FK Hořovicko (IV)                     | 1:4                   | FK TJ Štěchovice (III)           |
| 22.07.2017, 17:00 Uhr | TJ Malše Roudné (IV)                  | 0:5                   | SK Benešov (III)                 |
| 22.07.2017, 17:00 Uhr | MFK Dobříš (IV)                       | 1:0                   | FK Litoměřicko (III)             |
| 22.07.2017, 17:00 Uhr | FK Turnov (IV)                        | 3:2                   | SK Benátky nad Jizerou (III)     |
| 22.07.2017, 17:00 Uhr | FK Kolín (IV)                         | 1:3                   | TJ Jiskra Ústí nad Orlicí (III)  |
| 22.07.2017, 17:00 Uhr | FC TVD Slavičín (IV)                  | 16:0 3                | FC Viktoria Otrokovice (III)     |
| 22.07.2017, 17:00 Uhr | TJ Sokol Ústí (IV)                    | 1:2                   | FC Hlučín (III)                  |
| 22.07.2017, 17:00 Uhr | TJ Slavoj TKZ Polná (IV)              | 0:3                   | 1. SC Znojmo (II)                |
| 22.07.2017, 17:00 Uhr | FK Bospor Bohumín (IV)                | 10:4 4                | FC Odra Petřkovice (III)         |
| 22.07.2017, 17:00 Uhr | FC Elseremo Brumov (IV)               | 0:3                   | TJ Valašské Meziříčí (III)       |
| 22.07.2017, 17:00 Uhr | SK Tatran Ždírec nad Doubravou (IV)   | 1:0                   | FC Velké Meziříčí (III)          |
| 22.07.2017, 17:00 Uhr | FK Kozlovice (IV)                     | 3:0                   | SK Uničov (III)                  |
| 22.07.2017, 17:00 Uhr | FK Nový Jičín (IV)                    | 2:3                   | MFK Vítkovice (II)               |
| 22.07.2017, 17:00 Uhr | FC Spartak Velká Bíteš (IV)           | 0:3                   | MFK Vyškov (III)                 |
| 22.07.2017, 17:00 Uhr | 1. HFK Olomouc (III)                  | 2:0                   | MFK Frýdek-Místek (II)           |
| 22.07.2017, 17:30     | FC Strání (IV)                        | 3:5                   | SK Hanácká Slavia Kroměříž (III) |
| 23.07.2017, 17:00 Uhr | FC Chomutov (IV)                      | 11:2 5                | FK Slavoj Vyšehrad (III)         |
| 23.07.2017, 17:00 Uhr | TJ Červený Kostelec (V)               | 1:7                   | FC Hradec Králové (II)           |
| 22.07.2017, 17:00 Uhr | TJ Sokol Tasovice (IV)                | 1:4                   | FK Hodonín (III)                 |
| 22.07.2017, 17:00 Uhr | FSC Stará Říše (IV)                   | 0:3                   | SK Líšeň (III)                   |

## 2. Runde
Teilnehmer: Die 43 Sieger der 1. Runde und 11 Erstligisten
| HET Liga 11 Erstligisten | Sieger der 1. Runde 43 Mannschaften | Sieger der 1. Runde 43 Mannschaften | Sieger der 1. Runde 43 Mannschaften | Sieger der 1. Runde 43 Mannschaften |
| FK Teplice FK Dukla Prag FK Jablonec FC Slovan Liberec MFK Karviná 1. FC Slovácko FC Zbrojovka Brünn Bohemians Prag 1905 FC Vysočina Jihlava SK Sigma Olmütz FC Baník Ostrava | FK Fotbal Třinec (II) SFC Opava (II) FK Viktoria Žižkov (II) FC Sellier & Bellot Vlašim (II) MFK Chrudim (III) SK Spartak Hulín (III) FC Písek (III) SK Zápy (III) FK Loko Vltavín (IV) TJ Slovan Velvary (IV) 1. SK Prostějov (III) | FK Baník Sokolov (II) FK Varnsdorf (II) FK Ústí nad Labem (II) TJ Jiskra Domažlice (III) FK Jiskra Mšeno - Jablonec n. N. (IV) FC MAS Táborsko (II) FK Králův Dvůr (III) SK Převýšov (IV) 1. FK Příbram (II) SK Sokol Brozany (III) TJ Sokol Živanice (IV) | FK TJ Štěchovice (III) SK Benešov (III) MFK Dobříš (IV) FK Turnov (IV) TJ Jiskra Ústí nad Orlicí (III) FC TVD Slavičín (IV) FC Hlučín (III) 1. SC Znojmo (II) FC Odra Petřkovice (III) TJ Valašské Meziříčí (III) SK Tatran Ždírec nad Doubravou (IV) | FK Kozlovice (IV) MFK Vítkovice (II) MFK Vyškov (III) 1. HFK Olomouc (III) SK Hanácká Slavia Kroměříž (III) FK Slavoj Vyšehrad (III) FC Hradec Králové (II) FK Hodonín (III) SK Líšeň (III) FK Pardubice (II) |
| Ligaebene in Klammern: II = FNL • III = ČFL bzw. MSFL • IV = Divize | | | | |

Die Partien der 2. Runde wurden am 26.07.2017 gelost und waren für den 9. August terminiert. Einige Spiele fanden bereits in der Woche zuvor statt, die Partie des 1. SK Prostějov gegen den SFC Opava ist erst für den 15. August 2017, das Spiel zwischen dem MFK Vyškov und dem FC Vysočina Jihlava für den 16. August 2017 angesetzt. In Jablonec nad Nisou kam es zum Derby zwischen dem Viertligisten FK Jiskra Mšeno und dem FK Jablonec, in dem der Erstligist die Oberhand behielt. Beim Los gab es wie in den vorangegangenen Runden einen böhmischen und einen mährischen Lostopf. Der TJ Jiskra Ústí nad Orlicí, obwohl aus dem böhmischen Ústí nad Orlicí stammend, wurde dem mährischen Lostopf zugeteilt, um eine gerade Anzahl an Mannschaften in beiden Lostöpfen zu erreichen.
| Datum                 |                                       | Ergebnis              |                                  |
| --------------------- | ------------------------------------- | --------------------- | -------------------------------- |
| 02.08.2017, 17:00 Uhr | FK Slavoj Vyšehrad (III)              | 1:2 n. V.             | FC Sellier & Bellot Vlašim (II)  |
| 05.08.2017, 16:00 Uhr | TJ Jiskra Domažlice (III)             | 2:0                   | MFK Chrudim (III)                |
| 08.08.2017, 17:00 Uhr | FC Odra Petřkovice (III)              | 1:1 n. V. (2:4 i. E.) | 1. SC Znojmo (II)                |
| 08.08.2017, 17:00 Uhr | FC Hlučín (III)                       | 1:3 n. V.             | SK Sigma Olmütz                  |
| 08.08.2017, 17:00 Uhr | FK Turnov (IV)                        | 1:3                   | FK Ústí nad Labem (II)           |
| 08.08.2017, 17:00 Uhr | TJ Slovan Velvary (IV)                | 0:1                   | FC Hradec Králové (II)           |
| 08.08.2017, 17:00 Uhr | FK Hodonín (III)                      | 1:0                   | MFK Vítkovice (II)               |
| 08.08.2017, 17:30 Uhr | SK Benešov (III)                      | 1:5                   | Bohemians Prag 1905              |
| 08.08.2017, 18:00 Uhr | 1. HFK Olomouc (III)                  | 2:1                   | FC Zbrojovka Brünn               |
| 09.08.2017, 17:00 Uhr | SK Sokol Brozany (III)                | 0:4                   | FK Viktoria Žižkov (II)          |
| 09.08.2017, 17:00 Uhr | FC Písek (III)                        | 2:2 n. V. (5:4 i. E.) | FK Pardubice (II)                |
| 09.08.2017, 17:00 Uhr | FK Králův Dvůr (III)                  | 1:2                   | FC MAS Táborsko (II)             |
| 09.08.2017, 17:00 Uhr | TJ Sokol Živanice (IV)                | 1:0                   | FK Varnsdorf (II)                |
| 09.08.2017, 17:00 Uhr | FK Jiskra Mšeno - Jablonec n. N. (IV) | 1:4                   | FK Jablonec                      |
| 09.08.2017, 17:00 Uhr | SK Zápy (III)                         | 2:4                   | FK Baník Sokolov (II)            |
| 09.08.2017, 17:00 Uhr | SK Převýšov (IV)                      | 0:2                   | FK Dukla Prag                    |
| 09.08.2017, 17:00 Uhr | FK Loko Vltavín (IV)                  | 2:3                   | FK Teplice                       |
| 09.08.2017, 17:00 Uhr | TJ Jiskra Ústí nad Orlicí (III)       | 1:1 n. V. (4:5 i. E.) | 1. FC Slovácko                   |
| 09.08.2017, 17:00 Uhr | FC TVD Slavičín (IV)                  | 0:2                   | MFK Karviná                      |
| 09.08.2017, 17:00 Uhr | SK Tatran Ždírec nad Doubravou (IV)   | 0:4                   | FK Fotbal Třinec (II)            |
| 09.08.2017, 17:00 Uhr | SK Spartak Hulín (III)                | 0:5                   | FC Baník Ostrava                 |
| 09.08.2017, 17:00 Uhr | FK Kozlovice (IV)                     | 0:2                   | SK Hanácká Slavia Kroměříž (III) |
| 09.08.2017, 17:00 Uhr | TJ Valašské Meziříčí (III)            | 13:1 1                | SK Líšeň (III)                   |
| 09.08.2017, 17:30 Uhr | FK TJ Štěchovice (III)                | 1:3                   | 1. FK Příbram (II)               |
| 09.08.2017, 17:30 Uhr | MFK Dobříš (IV)                       | 0:3                   | FC Slovan Liberec                |
| 15.08.2017, 17:00 Uhr | 1. SK Prostějov (III)                 | 1:3                   | SFC Opava (II)                   |
| 16.08.2017, 18:00 Uhr | MFK Vyškov (III)                      | 1:4                   | FC Vysočina Jihlava              |

## 3. Runde
Für die 3. Runde sind neben dem Titelverteidiger FC Fastav Zlín die vier bestplatzierten Erstligisten der Saison 2016/17 sowie die 27 Siegermannschaften der 2. Runde qualifiziert.
| Titelverteidiger MOL-Cup vier Bestplatzierten der 1. Liga                      | Sieger der 2. Runde 27 Mannschaften | Sieger der 2. Runde 27 Mannschaften | Sieger der 2. Runde 27 Mannschaften                                                                                                  | Sieger der 2. Runde 27 Mannschaften |
| FC Fastav Zlín Slavia Prag FC Viktoria Pilsen AC Sparta Prag FK Mladá Boleslav | FC Sellier & Bellot Vlašim (II) TJ Jiskra Domažlice (III) 1. SC Znojmo (II) SK Sigma Olmütz FK Ústí nad Labem (II) FC Hradec Králové (II) FK Hodonín (III) | Bohemians Prag 1905 (I) 1. HFK Olomouc (III) FK Viktoria Žižkov (II) FC Písek (III) FC MAS Táborsko (II) TJ Sokol Živanice (IV) FK Jablonec I) | FK Baník Sokolov (II) FK Dukla Prag (I) FK Teplice (I) 1. FC Slovácko (I) MFK Karviná (I) FK Fotbal Třinec (II) FC Baník Ostrava (I) | SK Hanácká Slavia Kroměříž (III) TJ Valašské Meziříčí (III) 1. FK Příbram (II) FC Slovan Liberec (I) SFC Opava (II) FC Vysočina Jihlava (I) |
| Ligaebene in Klammern: II = FNL • III = ČFL bzw. MSFL • IV = Divize            | | | | |

Die Spiele der 3. Runde waren für den 20. September 2017 terminiert.
| Datum                 |                                  | Ergebnis        |                                 |
| --------------------- | -------------------------------- | --------------- | ------------------------------- |
| 19.09.2017, 16:00 Uhr | FC MAS Táborsko (II)             | 3:4             | FK Teplice (I)                  |
| 19.09.2017, 18:00 Uhr | Bohemians Prag 1905 (I)          | 2:2 (3:4 i. E.) | FC Sellier & Bellot Vlašim (II) |
| 20.09.2017, 16:00 Uhr | TJ Sokol Živanice (IV)           | 0:8             | SK Sigma Olomouc (I)            |
| 20.09.2017, 16:00 Uhr | FK Hodonín (III)                 | 0:4 n. V.       | FC Slovan Liberec (I)           |
| 20.09.2017, 16:00 Uhr | 1. HFK Olomouc (III)             | 1:8             | FC Hradec Králové (II)          |
| 20.09.2017, 16:00 Uhr | TJ Jiskra Domažlice (III)        | 3:2             | FK Dukla Praha (I)              |
| 20.09.2017, 16:00 Uhr | SK Hanácká Slavia Kroměříž (III) | 0:4             | MFK Karviná (I)                 |
| 20.09.2017, 17:00 Uhr | FK Mladá Boleslav (I)            | 3:0             | 1. FK Příbram (II)              |
| 20.09.2017, 17:00 Uhr | FK Jablonec (I)                  | 2:1             | FK Viktoria Žižkov (II)         |
| 20.09.2017, 17:00 Uhr | FC Vysočina Jihlava (I)          | 1:0             | FK Baník Sokolov (II)           |
| 20.09.2017, 18:15 Uhr | 1. SC Znojmo (II)                | 0:1             | Sparta Prag (I)                 |
| 20.09.2017, 18:30 Uhr | Slavia Prag (I)                  | 5:1             | FK Fotbal Třinec (II)           |
| 27.09.2017, 16:00 Uhr | TJ Valašské Meziříčí (III)       | 0:6             | FC Baník Ostrava (I)            |
| 04.10.2017, 16:00 Uhr | FC Písek (III)                   | 0:2             | FC Fastav Zlín (I)              |
| 04.10.2017, 18:00 Uhr | FK Ústí nad Labem (II)           | 0:2             | 1. FC Slovácko (I)              |
| 05.10.2017, 17:00 Uhr | FC Viktoria Plzeň (I)            | 4:1             | SFC Opava (II)                  |

## Achtelfinale
Die Achtelfinalbegegnungen wurden am 11. Oktober 2017 gelost. Die Spiele waren für den 24. und 25. Oktober 2017 terminiert. Die Partie zwischen Slovan Liberec und dem MFK Karviná fanden abweichend davon erst am 1. November 2017, statt, jene zwischen FC Viktoria Plzeň und dem 1. FC Slovácko war für den 10. November 2017 vorgesehen.
| Datum                 |                                 | Ergebnis              |                        |
| --------------------- | ------------------------------- | --------------------- | ---------------------- |
| 24.10.2017, 17:00 Uhr | SK Sigma Olomouc (I)            | 3:4                   | FK Jablonec (I)        |
| 24.10.2017, 18:00 Uhr | FK Teplice (I)                  | 2:3                   | FC Hradec Králové (II) |
| 25.10.2017, 14:30 Uhr | TJ Jiskra Domažlice (III)       | 2:4                   | FK Mladá Boleslav (I)  |
| 25.10.2017, 15:00 Uhr | FC Sellier & Bellot Vlašim (II) | 1:1 n. V. (3:5 i. E.) | FC Fastav Zlín (I)     |
| 25.10.2017, 17:00 Uhr | AC Sparta Prag (I)              | 2:2 n. V. (2:4 i. E.) | FC Baník Ostrava (I)   |
| 25.10.2017, 18:00 Uhr | FC Vysočina Jihlava (I)         | 1:3                   | Slavia Prag (I)        |
| 01.11.2017, 16:30 Uhr | FC Slovan Liberec (I)           | 5:3 n. V.             | MFK Karviná (I)        |
| 10.11.2017, 18:00 Uhr | FC Viktoria Pilsen (I)          | 2:3 n. V.             | 1. FC Slovácko (I)     |

## Viertelfinale
| Datum                 |                        | Ergebnis              |                       |
| --------------------- | ---------------------- | --------------------- | --------------------- |
| 07.03.2018, 16:00 Uhr | FK Jablonec (I)        | 3:1                   | 1. FC Slovácko (I)    |
| 07.03.2018, 17:00 Uhr | Slavia Prag (I)        | 2:0                   | FC Slovan Liberec (I) |
| 14.03.2018, 17:00 Uhr | FK Mladá Boleslav (I)  | 1:1 n. V. (5:4 i. E.) | FC Baník Ostrava (I)  |
| 14.03.2018, 17:00 Uhr | FC Hradec Králové (II) | 0:2                   | FC Fastav Zlín (I)    |

## Halbfinale
| Datum                 |                    | Ergebnis |                       |
| --------------------- | ------------------ | -------- | --------------------- |
| 18.04.2018, 17:00 Uhr | Slavia Prag (I)    | 2:0      | FK Mladá Boleslav (I) |
| 18.04.2018, 17:00 Uhr | FC Fastav Zlín (I) | 0:1      | FK Jablonec (I)       |

## Finale
| Paarung        | Slavia Prag – FK Jablonec |
| Ergebnis       | 3:1 (2:1) |
| Datum          | 9. Mai 2018 |
| Stadion        | Městský stadion, Mladá Boleslav |
| Zuschauer      | 4.625 |
| Schiedsrichter | Miroslav Zelinka |
| Tore           | 1:0 Tecl (14.), 1:1 Pernica (34.), 2:1 Tecl (39.), 3:1 Stoch (89.) |
| Slavia Prag    | Ondřej Kolář - Michal Frydrych (90. Ondřej Kúdela), Jakub Jugas, Michael Ngadeu-Ngadjui, Jan Bořil - Miroslav Stoch (90. Danny), Josef Hušbauer, Jan Sýkora, Tomáš Souček, Jaromír Zmrhal - Stanislav Tecl (82. Milan Škoda) Cheftrainer: Jindřich Trpišovský           |
| FK Jablonec    | Vlastimil Hrubý - Tomáš Holeš, David Lischka, Luděk Pernica, Jaroslav Zelený - Lukáš Masopust (45. Vladimir Jovović), Jakub Považanec, Michal Trávník, Tomáš Hübschman (78. Jan Chramosta), Matěj Hanousek (64. Jaroslav Diviš) - Martin Doležal Cheftrainer: Petr Rada |
| Gelbe Karten   | Frydrych (48.), Ngadeu-Ngadjui (70.), Sýkora (90.) – Jovovič (90.) |